# Elettrotreno CAF Civity
Gli elettrotreni CAF Civity sono una serie di veicoli ferroviari costruiti dalla Construcciones y Auxiliar de Ferrocarriles (CAF). Destinati al segmento dei servizi regionali, diverse unità sono state acquistate da operatori ed enti locali per servizi in Austria, Italia, Montenegro e Slovenia.

## Caratteristiche tecniche
Si tratta di convogli articolati costituiti da due elettromotrici monocabina fra le quali possono essere intercalate sia semplici rimorchiate (R) che ulteriori elementi automotori privi di cabine, consentendo di adeguare e distribuire la potenza rispetto alla massa del convoglio. Ciascun elemento automotore, sia esso monocabina (Mc) che privo di cabina (M) è dotato di un carrello motore e poggia sul carrello motore/portante dell'elemento adiacente.
Le lunghezze variano da 59.200 mm per i veicoli da 3 elementi (soluzione Mc+R+Mc), a 75.400 mm per quelli da 4 elementi (soluzione Mc+R+R+Mc), fino a 91.600 mm per i rotabili più lunghi (soluzione Mc+M+R+M+Mc).
I posti totali corrispondenti a tali configurazioni variano rispettivamente da 354 a 490 fino a 560.
Il sistema di trazione varia a seconda del mercato di riferimento, con equipaggiamenti a 3 kV c.c. per il mercato italiano, a 25 kV, 50 Hz per quello montenegrino e multisistema per la circolazione sulla rete austriaca a 15 kV, 16,5 Hz, in virtù dell'elevata modularità alla base del progetto.

## Forniture
Il Civity è un prodotto dedicato al mercato europeo adatto a servizi regionali a medio raggio. A tale fine è stata richiesta, fra le altre, l'omologazione per la circolazione sulla rete RFI, che ha richiesto peraltro tempi più lunghi rispetto a quanto inizialmente preventivato per quanto riguarda la versione F-VG.

### Regione Friuli-Venezia Giulia
La prima fornitura risale al 2010, quando la Regione Friuli-Venezia Giulia aggiudicò a CAF la fornitura di 8 elettrotreni a 5 casse destinati a rilevare parte del parco rotabili di Trenitalia, intestataria del contratto di servizio in tale regione.
Il primo treno, classificato nel gruppo ETR 563, fu consegnato nella seconda metà del 2012 ed iniziò un ciclo di prove in Toscana, su impianti RFI e TFT, per l'omologazione.
Tali convogli a cinque casse poggianti su sei carrelli (rodiggio Bo′2′Bo′2′2′Bo′) dispongono di 297 posti a sedere ed hanno una velocità massima di 160 km/h.
Alla fine del 2012 venne esercitata l'opzione per l'acquisto di ulteriori 4 convogli dotati di sistemi di alimentazione bitensione così da poter essere impiegati sulla ferrovia Pontebbana fino a Villaco oltre che in Slovenia.

### Ferrotramviaria

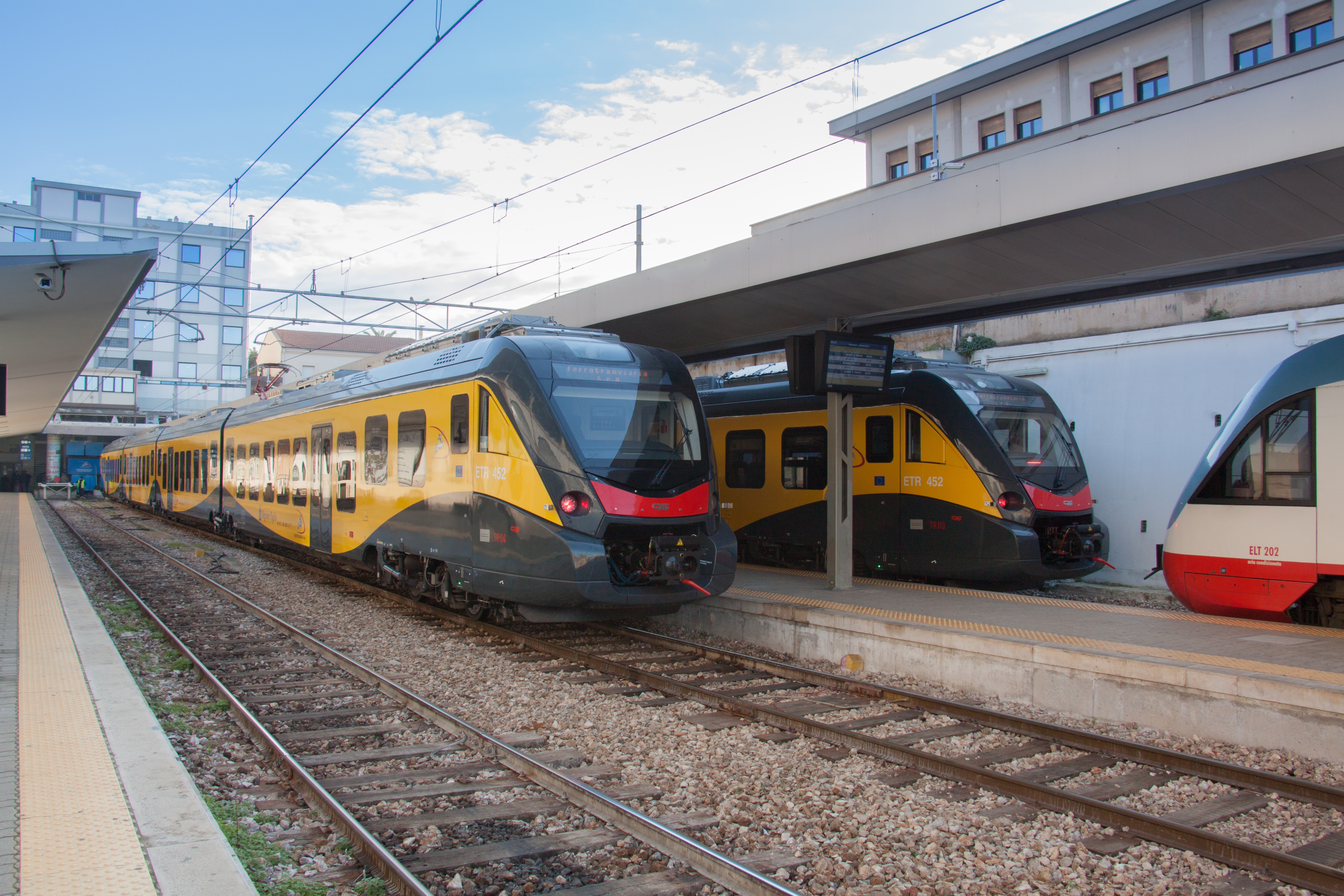
Civity di Ferrotramviaria

Nel dicembre 2012 sono stati ordinati 2 esemplari analoghi ma a sole 4 casse, con opzione per altri 2, dalla società Ferrotramviaria (FT) di Bari, per servizi sulle proprie linee sociali.
Consegnati nel settembre 2014 ed immatricolati presso il parco FT come ETR 452 TR03 e TR04, hanno una potenza di 3210 kW. Presentati al pubblico e contestualmente immessi in esercizio il 18 dicembre 2014 sulla linea FR2 Bari Centrale - Barletta Centrale (via Aeroporto), appartenente alla rete denominata Ferrovie del Nord Barese..
Nel frattempo Ferrotramviaria ha esercitato sia l'opzione, prevista dal contratto con il costruttore spagnolo CAF, ordinando due convogli dello stesso tipo sia l'acquisto di un ulteriore quinto treno, con consegna nel corso dell'anno 2015.

### ŽPCG
Nel 2011 la società ŽPCG, operatore passeggeri delle ferrovie dello stato montenegrine (Željeznica Crne Gore) stipularono un contratto per la fornitura di 3 Civity composti da 3 elementi ciascuno (rodiggio Bo′2′2′Bo′) per una capacità di 165 passeggeri seduti (354 posti totali), consegnati nel 2013.
Tali convogli, caratterizzati da una velocità massima più bassa rispetto alle altre unità (120 km/h), sono classificati 6111 101-103 e destinati ai servizi sulla linea Podgorica-Nikšić, elettrificata a 25 kV.

### Prospetto riassuntivo
| Classificazione    | Quantità | Anno | Acquirente      | Operatore       | Configurazione | Note                                                                                         |
| ------------------ | -------- | ---- | --------------- | --------------- | -------------- | -------------------------------------------------------------------------------------------- |
| ETR 563 001-008    | 8        | 2012 | F-VG            | Trenitalia      | 5 casse        | Equipaggiamento monotensione, con possibilità di circolazione su linee elettrificata slovene |
| ETR 564 001-004    | 4        |      | F-VG            | Trenitalia      | 5 casse        | Equipaggiamenti elettrici per circolazione su lienee austriache                              |
| 94 62 6111 101-103 | 3        | 2013 | ŽPCG            | ŽPCG            | 3 casse        |                                                                                              |
| ETR.452 TR.03-04   | 2        | 2014 | Ferrotramviaria | Ferrotramviaria | 4 casse        | Ordine iniziale                                                                              |
| ETR.452 TR.05-06   | 2        | 2015 | Ferrotramviaria | Ferrotramviaria | 4 casse        | Opzione prevista nell'ordine 2014                                                            |
| ETR.452 TR.07      | 1        | 2015 | Ferrotramviaria | Ferrotramviaria | 4 casse        | Nuovo ordine                                                                                 |

## Ulteriori versioni
L'offerta CAF a catalogo comprende una vasta gamma di veicoli che vanno sotto il nome di Civity, potenzialmente realizzabili in versioni che vanno sotto il nome di Civity UK, Civity Nordic, Civity DUO e Civity XL a seconda dei mercati di riferimento e delle configurazioni potenzialmente adottabili.